# Bond van Neutrale Landen

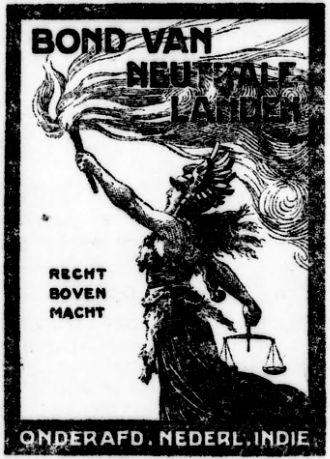
Beeldmerk onderafdeling Nederlands-Indië

De Bond van Neutrale landen was een internationale organisatie die tijdens en na de Eerste Wereldoorlog werd gevormd door mensen die vanuit neutrale landen wilden protesteren tegen machtsmisbruik van grote mogendheden. Het was dus een verbond van personen, niet van staten en ageerde in de praktijk vooral tegen de Centrale mogendheden. 

## Oprichting
De bond werd in december 1915 opgericht door de Zwitserse journalist Louis Macon met als doelstelling:

1. Aller pogingen doen samenwerken om de beginselen van het volkenrecht, den eenigen waarborg voor de onafhankelijkheid en de billijke eischen der neutralen te verdedigen.
2. Met onvermoeide volharding strijden tegen alle overweldigende macht, gelijk het Pruisische militarisme, en tegen alle machtsmisbruik van groote mogendheden tegenover de kleine staten.
3. Met alle kracht verdedigen de internationale verdragen, die Duitschland in dezer oorlog openlijk schond, ten nadeele van België en Luxemburg.
4. In alle neutrale landen strijden tegen economische machtsoverschrijding[en], die vergezeld gaan met bedreigingen en daardoor gelijk staan met veroveringstochten; de gevallen van onbillijkheid in handelszaken, waarvan de neutralen het slachtoffer zouden zijn, bekend maken.
5. De wisseling van ideeën en werken voor neutrale landen gemakkelijk maken door het houden van conferenties, de verzending van vlugschriften en de uitgave van een tijdschrift.

## Vooraanstaande leden
Bij de oprichting werden, behalve voorzitter Macon als leden onder meer genoemd Emile Verhaeren, Louis Raemaekers, Take Ionescu, Ruy Barbosa en Platon Drakoulis. 
In november aanvaardde voormalig president van de Verenigde Staten, Theodore Roosevelt tijdelijk het erevoorzitterschap.
Nadat de Verenigde Staten hadden besloten aan de oorlog deel te nemen, werd Roosevelt als erevoorzitter opgevolgd door de voormalige premier van Spanje, graaf Romanones en de ex-president van Peru, generaal Benavides.